# Consiglio del Wiltshire
Il Consiglio del Wiltshire è un'autorità unitaria del Wiltshire (contea cerimoniale), Inghilterra, Regno Unito, con sede a Trowbridge.
L'autorità fu creata come autorità unitaria da un decreto dal consiglio privato ("Order-in-Council") il 1º aprile 2009. Le autorità precedenti che sono state riunite insieme erano i distretti di Kennet, North Wiltshire, Salisbury e West Wiltshire, ed il vecchio consiglio della contea di Wiltshire.

## Istituzione dell'ente
La contea cerimoniale del Wiltshire si compone di due aree autorità unitaria, Wiltshire e Swindon, che vengono somministrate dal Consiglio del Wiltshire e dal Consiglio di Swindon. Antecedenti il 2009, Swindon, nel nord della contea, era stata un'autorità unitaria a partire dal 1997. Il 5 dicembre 2007 il governo britannico ha annunciato che il resto del Wiltshire sarebbe diventato un'autorità unitaria. Questo è stato poi messo in atto da un decreto ministeriale.
Con l'abolizione del Distretto non metropolitano di Salisbury, un nuovo Consiglio comunale di Salisbury è stato creato per svolgere diverse funzioni.

## Competenze
L'autorità unitaria fornisce tutti i servizi importanti di governo locale per 435.000 residenti del Wiltshire. Responsabile per le scuole, le strade, servizi sociali, raccolta e smaltimento rifiuti, la pianificazione e servizi ricreativi, tra le altre cose, è anche il più grande datore di lavoro nella contea.
La maggior parte delle decisioni esecutive sono prese dal gabinetto dell'Autorità, mentre il controllo della pianificazione è realizzato da cinque commissioni pianificazione.

## Elezioni al Consiglio nel 2017
Come risultato delle elezioni per la autorità nel 2017, il Consiglio è attualmente composto di 68 conservatori, 20 liberaldemocratici, 7 indipendenti, e 3 laburisti. 

## Centri urbani
- Amesbury
- Bradford on Avon
- Calne
- Chippenham
- Corsham
- Cricklade
- Devizes
- Malmesbury
- Marlborough
- Melksham

- Mere
- Royal Wootton Bassett
- Salisbury
- Tidworth
- Tisbury
- Trowbridge
- Warminster
- Westbury
- Wilton

## Parrocchie
- Aldbourne
- Alderbury
- All Cannings
- Allington
- Alton
- Alvediston
- Ansty
- Ashton Keynes
- Atworth
- Avebury
- Barford St Martin
- Baydon
- Beechingstoke
- Berwick Bassett
- Berwick St James
- Berwick St John
- Berwick St Leonard
- Biddestone
- Bishops Cannings
- Bishopstone
- Bishopstrow
- Boyton
- Bowerchalke
- Bratton
- Brixton Deverill
- Broughton Gifford
- Britford
- Broad Chalke
- Burcombe Without
- Box
- Braydon
- Bremhill
- Brinkworth
- Broad Town
- Brokenborough
- Broad Hinton
- Bromham
- Bulford
- Bulkington
- Burbage
- Buttermere
- Calne Without
- Castle Combe
- Charlton (Kennet)
- Charlton (North Wiltshire)
- Chitterne
- Chicklade
- Chilton Foliat
- Chirton
- Chapmanslade
- Chilmark
- Cholderton
- Chute
- Chute Forest
- Clarendon Park
- Cherhill
- Chippenham Without
- Christian Malford
- Clyffe Pypard
- Collingbourne Ducis
- Collingbourne Kingston
- Colerne
- Compton Bassett
- Codford
- Corsley
- Coulston
- Compton Chamberlayne
- Coombe Bissett
- Crudwell
- Dauntsey
- Dilton Marsh
- Dinton
- Donhead St Andrew
- Donhead St Mary
- Downton
- Durnford
- Durrington
- East Knoyle
- Easton Grey
- Easterton

- East Kennett
- Easton Royal
- Ebbesbourne Wake
- Edington
- Enford
- Erlestoke
- Etchilhampton
- Everleigh
- Figheldean
- Fittleton
- Firsdown
- Fonthill Bishop
- Fonthill Gifford
- Fovant
- Froxfield
- Fyfield
- Grafton
- Great Bedwyn
- Great Cheverell
- Great Hinton
- Great Somerford
- Great Wishford
- Grittleton
- Grimstead
- Ham
- Hankerton
- Heddington
- Heytesbury
- Heywood
- Hilperton
- Hilmarton
- Hindon
- Holt
- Horningsham
- Hullavington
- Huish
- Idmiston
- Keevil
- Kilmington
- Kingston Deverill
- Kington Langley
- Kington St Michael
- Knook
- Lacock
- Langley Burrell Without
- Latton
- Landford
- Laverstock
- Lea and Cleverton
- Leigh
- Limpley Stoke
- Little Somerford
- Little Bedwyn
- Littleton Panell
- Little Cheverell
- Longbridge Deverill
- Ludgershall
- Luckington
- Lydiard Millicent
- Lydiard Tregoze
- Lyneham and Bradenstoke
- Maiden Bradley with Yarnfield
- Manningford
- Marden
- Market Lavington
- Marston
- Marston Maisey
- Melksham Without
- Mildenhall
- Milton Lilbourne
- Minety
- Milston
- Monkton Farleigh
- Netherhampton
- Netheravon
- Nettleton
- Newton Tony
- North Wraxall
- North Bradley
- Norton Bavant
- Norton
- North Newnton
- Oaksey

- Odstock
- Ogbourne St Andrew
- Ogbourne St George
- Orcheston
- Patney
- Pewsey
- Pitton and Farley
- Potterne
- Poulshot
- Preshute
- Purton
- Quidhampton
- Redlynch
- Ramsbury
- Roundway
- Rowde
- Rushall (Wiltshire)Rushall
- Savernake
- Seagry
- Seend
- Semington
- Shalbourne
- Sherrington
- Southwick
- South Wraxall
- Sedgehill and Semley
- Shrewton
- Sherston
- Sopworth
- South Newton
- Stapleford
- Steeple Langford
- Stourton with Gasper
- Stratford Tony
- Stanton St Bernard
- Stert
- Stanton St Quintin
- St Paul Malmesbury Without
- Staverton
- Steeple Ashton
- Stockton
- Sutton Veny
- Sutton Benger
- Sutton Mandeville
- Swallowcliffe
- Teffont
- Tilshead
- Tidcombe and Fosbury
- Tollard Royal
- Tockenham
- Upavon
- Upton Lovell
- Upton Scudamore
- Urchfont
- West Ashton
- Westwood
- West Dean
- West Knoyle
- West Tisbury
- West Lavington
- West Overton
- Whiteparish
- Wingfield
- Winsley
- Wilsford cum Lake
- Winterbourne
- Winterbourne Stoke
- Winterslow
- Wilcot
- Wilsford
- Winterbourne Bassett
- Winterbourne Monkton
- Woodborough
- Wootton Rivers
- Worton
- Woodford
- Wylye
- Yatton Keynell
- Zeals